# Camilla Stampe
Camilla Stampe (født 5. maj 1985 i København) er en dansk journalist, forfatter, redaktør og tv-vært. Hun er ansat som politisk reporter og politisk analytiker hos TV2.
Hun blev i 2011 uddannet cand.public. i journalistik fra Syddansk Universitet, og har blandt andet arbejdet som journalist på Dagbladet Information i perioden 2011-2012 og som debatredaktør på Politiken fra 2012 til 2013.
I perioden 2013-2021 har Stampe været ansat hos Danmarks Radio. Efter et år i jobbet på Politiken blev hun ansat som tilrettelægger på Vogternes Råd, der sendtes på DR2 med Ane Cortzen som vært. Fra 2015 til 2017 har hun været redaktør på talkshowet Vi ses hos Clement på DR2, og fra den 1. januar 2018 ansattes hun som vært på tv-programmet Detektor sammen med journalist Kristoffer Eriksen.
I juni 2021 rykkede Camilla Stampe til TV2's christiansborgredaktion, hvor hun dækker dansk politik.
- I 2022 fødte hun datteren Barbara.
- I 2024 fødte hun datteren Sonja
- I 2011 udgav hun bogen Piratjagt - Kampen om menneskeliv og millioner.[6]